# Les Inconnus de la terre
Pour plus de détails, voir Fiche technique et Distribution.
Les Inconnus de la terre est un film documentaire français réalisé par Mario Ruspoli en 1961. Il a été tourné dans le département de la Lozère, et raconte la vie des paysans locaux au début des années 1960.
En 2011, l'équipe de tournage d'un autre film intitulé Traces (réalisateur : Jean-Christophe Monferran) est revenue sur les lieux du tournage dans le but de ré-interroger les acteurs sur le monde rural et les changements ayant pu l'impacter au cours des années 1960,.

## Fiche technique
- Titre : Les Inconnus de la terre
- Réalisation : Mario Ruspoli
- Scénario : Michel Zénaffa
- Narration : Gilles Quéant
- Photographie : Quinto Albicocco, Michel Brault et Roger Morillière
- Montage : Lucienne Barthelemy, Jean Ravel et Mario Ruspoli
- Production : Anatole Dauman
- Société de production : Argos Films
- Pays :  France
- Genre : Documentaire
- Durée : 36 minutes
- Date de sortie : France - décembre 1961 (Journées internationales du film de court métrage de Tours)[4]